# Mantas (Vorname)
Mantas ist ein litauischer männlicher Vorname. Die weibliche Form ist Mantė.

## Personen
- Herkus Mantas, auch Henricus Monte (1225–1273), Herzog der Natanger
- Jeffrey „Mantas“ Dunn, britischer Musiker und Mitglied der Band Venom

Vorname
- Mantas Adomėnas (* 1972), Philosoph und Politiker, Vizeminister für Auswärtige Angelegenheiten, Seimas-Mitglied
- Mantas Jurgutis (* 1987), litauischer  Politiker, Vizebürgermeister von Kaunas
- Mantas Kalnietis (* 1986), litauischer Basketballspieler, Point Guard
- Mantas Kuklys (* 1987), litauischer Fußballspieler
- Mantas Kvedaravičius (1976–2022), litauischer Filmemacher, Anthropologe und Archäologe
- Mantas Poškus (* 1980), Politiker,  Mitglied des Seimas
- Mantas Strolia (* 1986), litauischer Biathlet und Skilangläufer
- Mantas Varaška (* 1979), litauischer Jurist und Politiker, Mitglied des Seimas